# Faisal bin Farhan Al Saud
Principe Faisal bin Farhan bin Abdullah bin Faisal bin Farhan Al Saud in arabo فيصل بن فرحان آل سعود, DMG Faiṣal b. Farḥān Al Saʿūd (Francoforte sul Meno, 1º novembre 1974) è un diplomatico, politico e principe saudita e membro della dinastia reale saudita.
Il principe Faisal è stato ambasciatore saudita in Germania e dal 23 ottobre 2019 ministro degli affari esteri dell'Arabia Saudita, dal 23 ottobre 2019, quando è stato nominato a tale carica con un decreto reale emesso dal re Salman. Il principe Faisal è nato a Francoforte sul Meno, nell'allora Germania occidentale, e ha trascorso parte della sua infanzia e della sua giovinezza in quel paese, motivo per cui parla fluentemente il tedesco secondo i media tedeschi.

## Biografia
Il principe Faisal è un membro della famiglia reale saudita. Figlio del principe Farhan bin Abdullah al Saud, è nato il 1º novembre 1974 nella Germania occidentale ed ha studiato negli Stati Uniti. Ha lavorato come consigliere presso l'ambasciata dell'Arabia Saudita negli Stati Uniti dal 2017 al 2019.
Ha ricoperto posizioni di rilievo in aziende saudite e internazionali, principalmente nel settore aerospaziale e delle armi. È stato, almeno fino alla sua nomina ad ambasciatore in Germania, un direttore della compagnia di armi Saudi Arabian Military Industries (SAMI). Ha poi lavorato per l'ambasciatore saudita negli Stati Uniti.
In qualità di esperto dell'industria bellica, ha anche presieduto una joint venture tra Stati Uniti e Arabia Saudita con la società aerospaziale Boeing. Il principe Faisal è stato anche consigliere della Corte Reale dell'Arabia Saudita.

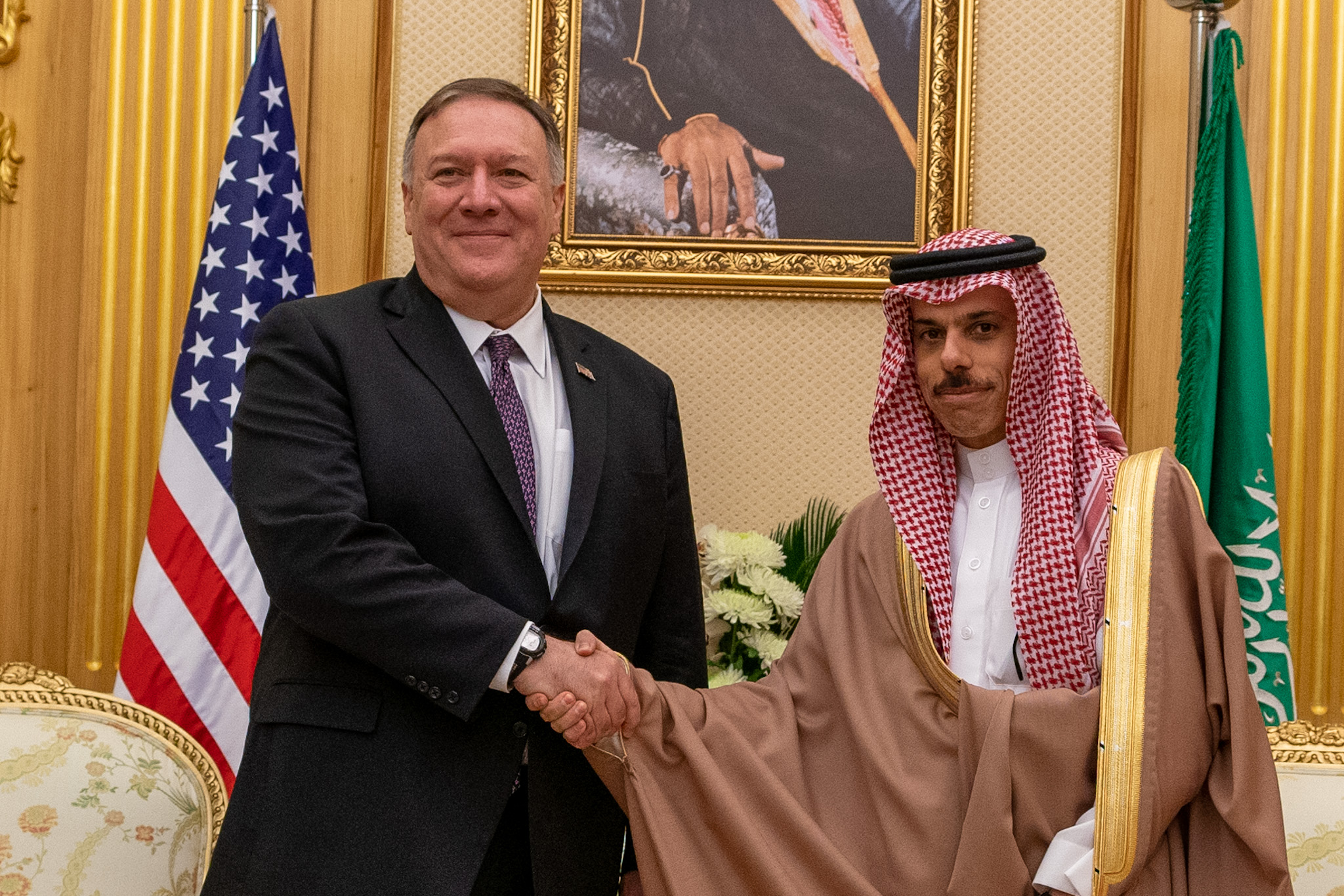
Faisal incontra il Segretario di Stato americano Michael R. Pompeo a Riad, in Arabia Saudita nel febbraio 2020.

Nel novembre 2017, l'Arabia Saudita ha ritirato il suo allora ambasciatore in Germania, Khalid bin Bandar bin Sultan Al Sa'ud, per protestare contro una dichiarazione fatta da Sigmar Gabriel, all'epoca ministro degli esteri tedesco. Gabriel aveva chiaramente criticato l'influenza attiva del regno sulla costellazione del potere politico in Libano. Dopo quasi un anno di crisi diplomatica e di vacanza della posizione di ambasciatore, l'Arabia Saudita ha rimandato il suo ambasciatore a Berlino, ma nella persona di Faisal bin Farhan il 27 marzo 2019. I dissidenti sauditi che vivono in Germania non sono stati contenti della nomina di Faisal. Il dissidente Khalid bin Farhan al-Saud, lontano parente del nuovo ambasciatore, temeva che il diplomatico potesse fare pressioni anche sui rappresentanti dell'opposizione. Ha detto a Deutsche Welle di non escludere che Faisal bin Farhan sia stato inviato in Germania per perseguitare i dissidenti sauditi che vivono nel paese. Faisal ha un buon rapporto con il potente principe ereditario del regno, Mohammed bin Salman.
Il 23 ottobre 2019 è stato nominato Ministro degli affari esteri dell'Arabia Saudita.
Il 19 agosto 2020, il ministro degli esteri Faisal ha affermato che l'accordo di pace tra Israele ed Emirati Arabi Uniti potrebbe essere considerato positivo, ma l'Arabia Saudita non normalizzerà le relazioni fino a quando non sarà firmata la pace con i palestinesi, si spera nel quadro dell'iniziativa di pace araba.